# Pečory
Pečory (rusky Печоры, estonsky Petseri, německy  Petschur) jsou město v Pskovské oblasti v Ruské federaci. Při sčítání lidu v roce 2010 měly přes jedenáct tisíc obyvatel.

## Poloha
Město leží zhruba tři kilometry jižně od řeky Piusy, která zde tvoří státní hranici mezi Ruskou federací a Estonskem a po dalších přibližně dvaceti kilometrech na severovýchod se vlévá do Čudsko-pskovského jezera. Od Pskova, správního střediska celé oblasti, jsou Pečory vzdáleny přibližně padesát kilometrů na západ.